# Cristian Bărbuț
Cristian Marian Bărbuţ (Timișoara, 22 aprile 1995) è un calciatore rumeno, centrocampista dell'Unirea Slobozia.

## Palmarès

### Club

#### Competizioni nazionali
- Coppa di Romania: 3

CSU Craiova: 2017-2018; 2020-2021
Sepsi: 2021-2022